# John Jarvis (décorateur)
Pour les articles homonymes, voir John Jarvis (homonymie).
John Jarvis est un décorateur de plateau américain actif de 1945 à 1976 qui a été nommé aux Academy Awards dans la catégorie Oscar de la meilleure direction artistique pour Les Chevaliers de la Table ronde.

## Filmographie partielle

### Au cinéma
- 1953 : Les Chevaliers de la Table ronde
- 1962 : L'Inspecteur
- 1963 : À neuf heures de Rama
- 1964 : La Rolls-Royce jaune